# هارولد رادون بریگز
هارولد رادون بریگز (انگلیسی: Harold Rawdon Briggs؛ ۲۴ ژوئیه ۱۸۹۴ – ۲۷ اکتبر ۱۹۵۲) فرد نظامی اهل بریتانیا بود. وی همچنین برندهٔ جوایزی همچون نشان امپراتوری بریتانیا و نشان حمام شده‌است.